# Museo de Arte Tokugawa

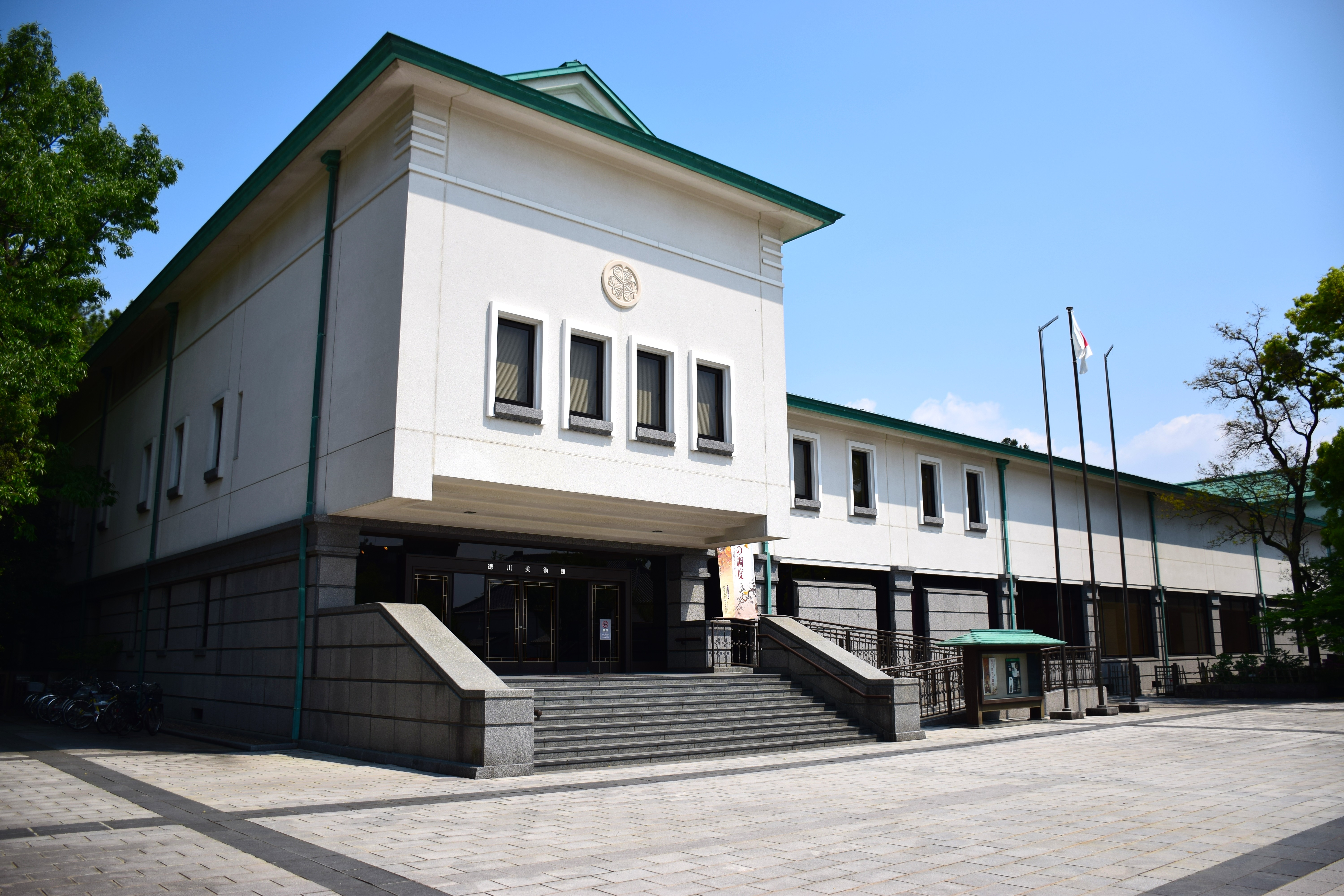
Museo de arte Tokugawa en Nagoya

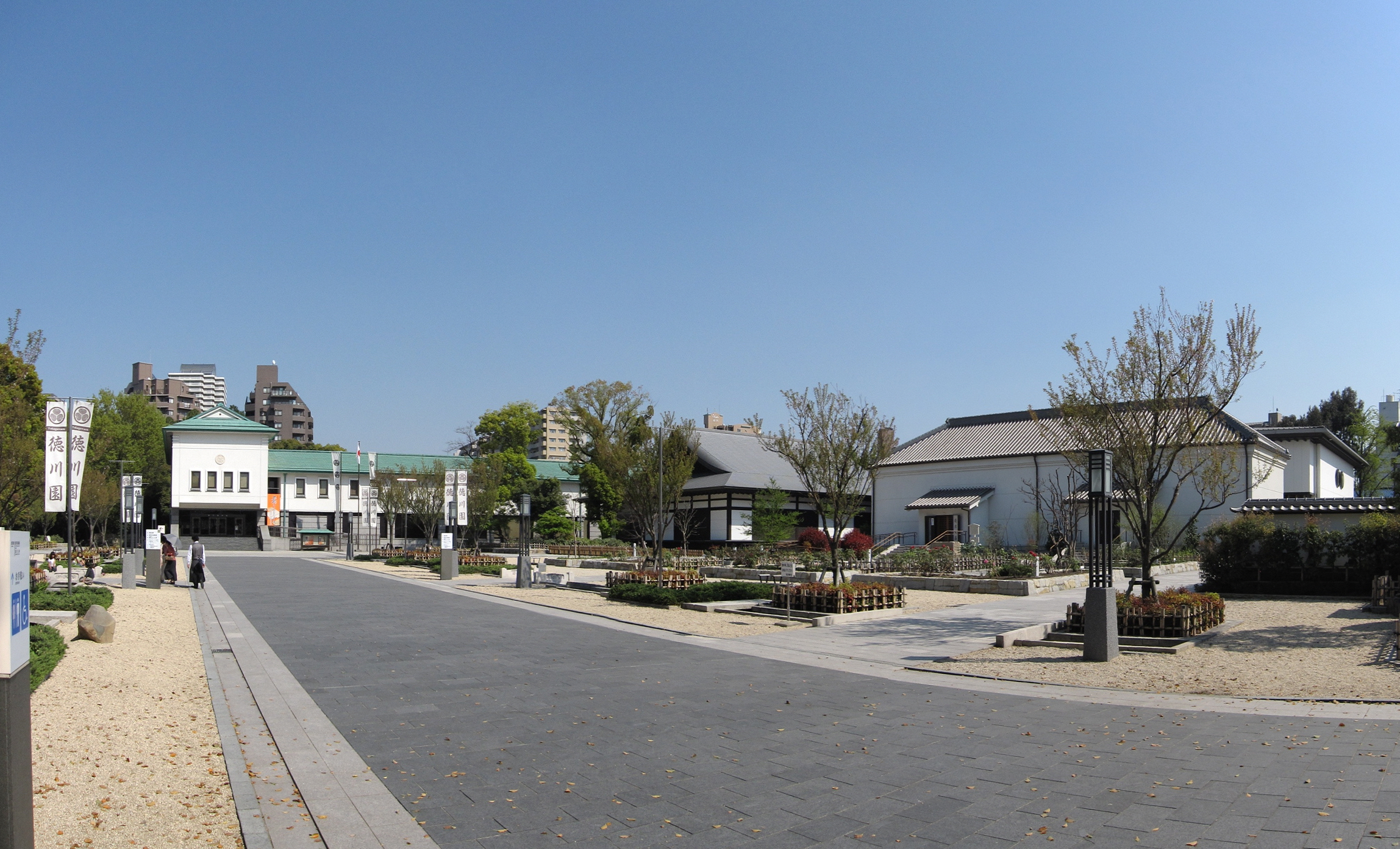
Vista panorámica del complejo Ōzone Shimoyashiki, con el museo a la izquierda

El Museo de Arte Tokugawa (徳川美術館 Tokugawa Bijutsukan?) es un museo de arte privado, ubicado en el antiguo complejo Ōzone Shimoyashiki en Nagoya, Japón central. Su colección contiene más de 12,000 artículos, incluyendo espadas, armaduras, disfraces y máscaras de Nō, muebles de laca, cerámica china y japonesa, caligrafía y pinturas de las dinastías china Song y Yuan (960-1368). 

## Historia
A diferencia de muchos museos privados en Japón, que se basan en colecciones reunidas en la era moderna por corporaciones o empresarios, el Museo de Arte Tokugawa alberga la colección hereditaria de la rama Owari del clan Tokugawa, que gobernó el dominio de Owari en lo que ahora es la Prefectura de Aichi. El museo es operado por la Fundación Tokugawa Reimeikai, que fue fundada en 1931 por Yoshichika Tokugawa (1886–1976), 19º jefe del clan Owari, para preservar la invaluable colección de objetos de arte, muebles y reliquias del clan. 

### Arquitectura del edificio
El plan arquitectónico para el edificio principal del museo y los archivos del sur fueron elaborados por Yoshio Yoshimoto, y la construcción se completó en 1935. La arquitectura está en el estilo de la Corona Imperial, en la cual el techo y el exterior siguen un diseño clásico japonés sobre un edificio de estilo occidental.

## Colección

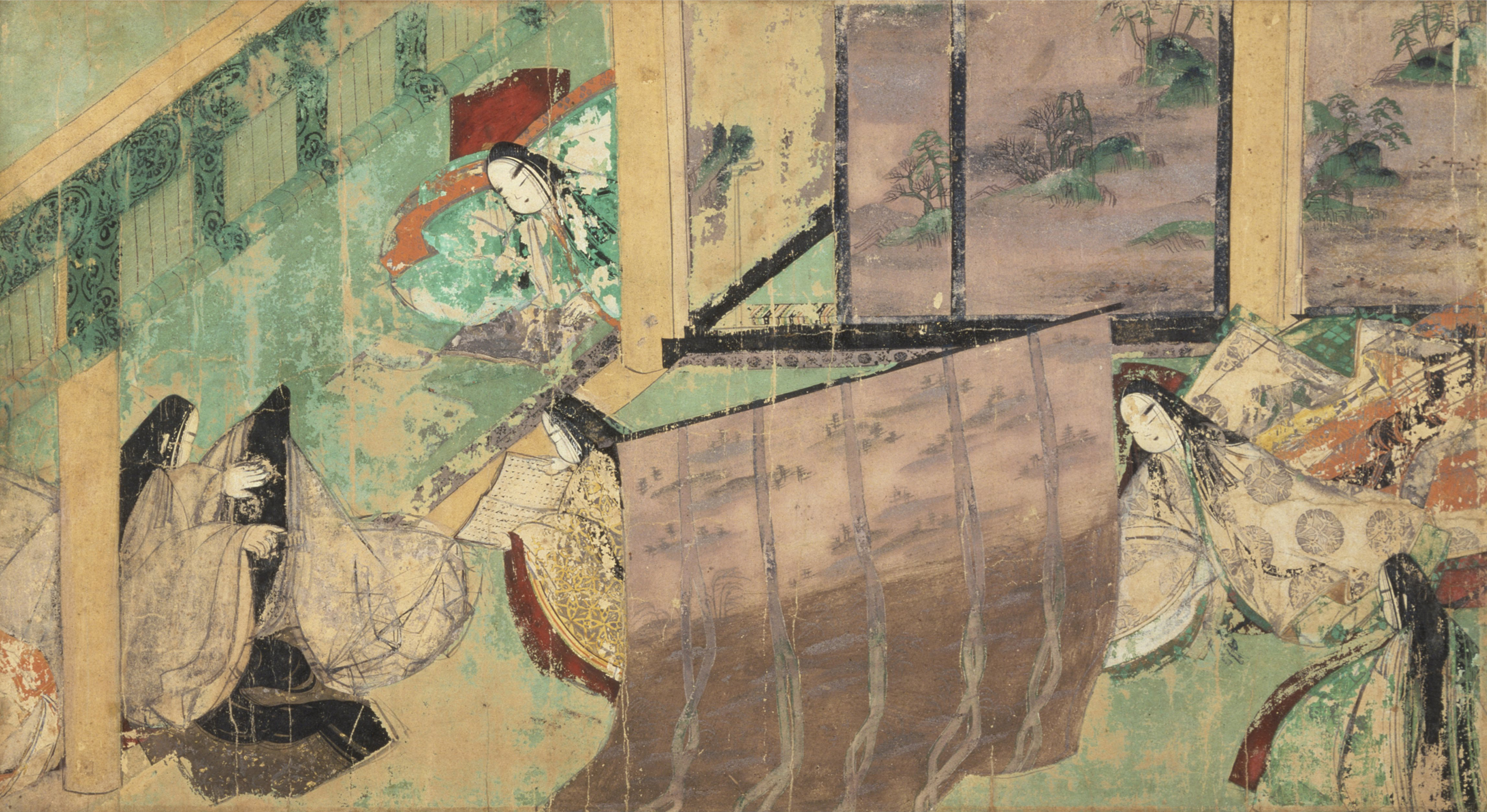
Escena de la voluta ilustrada de El cuento de Genji

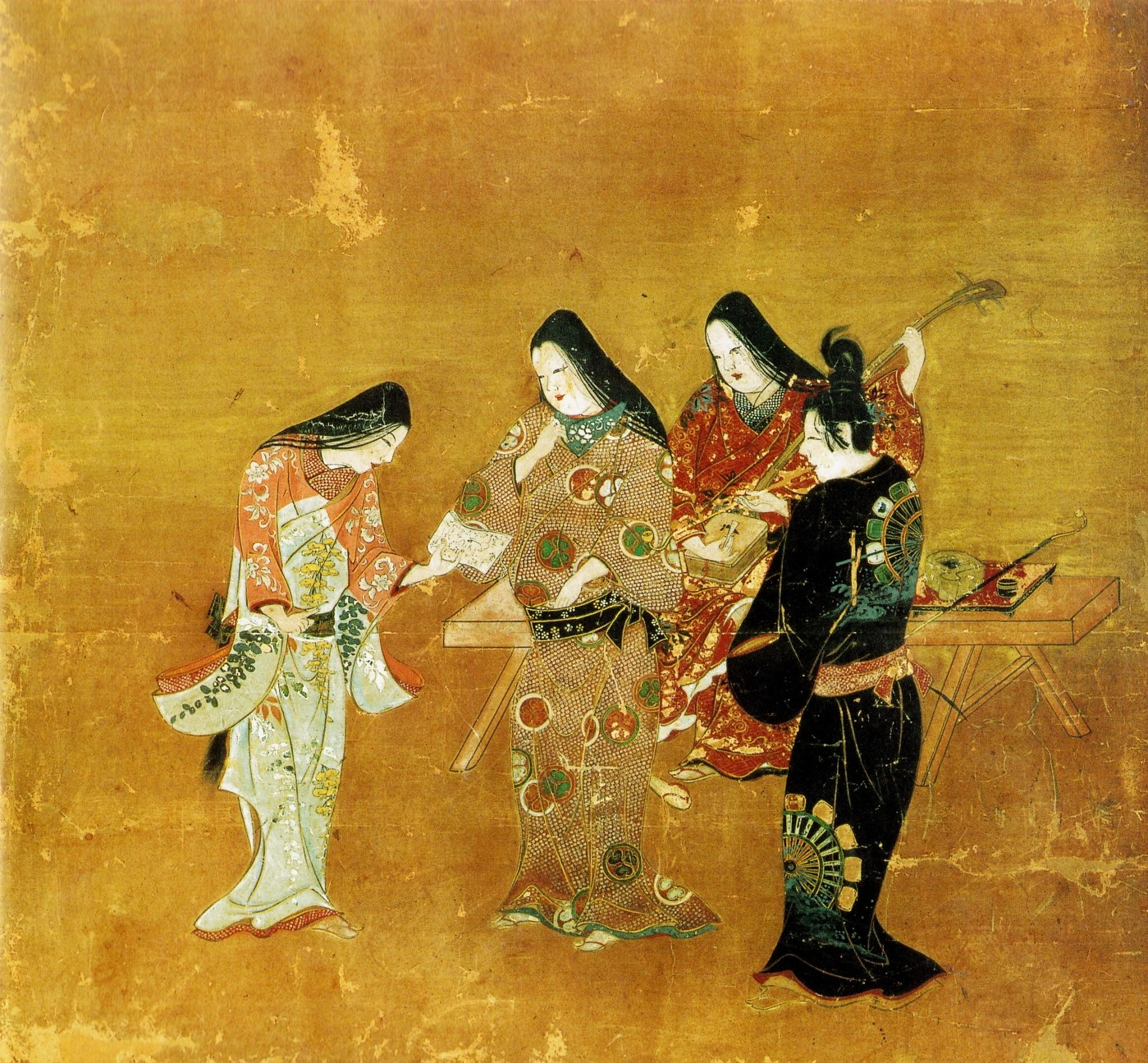
Senhime y Honda Heihachiro

La exposición permanente también muestra la reproducción histórica de las viviendas del palacio Ninomaru del castillo de Nagoya del Owari Tokugawa daimyō, lo que permite a los visitantes ver los objetos tal como se utilizaron en entornos como una casa de té japonesa o la etapa Nō del palacio. El museo también monta exposiciones temporales en un edificio que ha sido declarado propiedad cultural nacional. 
Los tesoros más importantes y valiosos son el Genji Monogatari Emaki, tres pergaminos ilustrados del período Heian de The Tale of Genji, que datan de la década de 1130. Junto con otro pergamino del mismo conjunto, ahora conservado en el Museo Gotō, son las primeras representaciones existentes de la historia épica y son Tesoros Nacionales de Japón. Los rollos son tan frágiles que no se muestran permanentemente al público. Desde al menos 2001, se han exhibido en el Museo Tokugawa durante una semana en noviembre. 
La Biblioteca Hōsa se encuentra al lado del museo y alberga 110,000 artículos, incluida la literatura clásica perteneciente a la rama Owari. Ubicado al lado del museo se encuentra el Jardín Tokugawa. 

### Exhibición

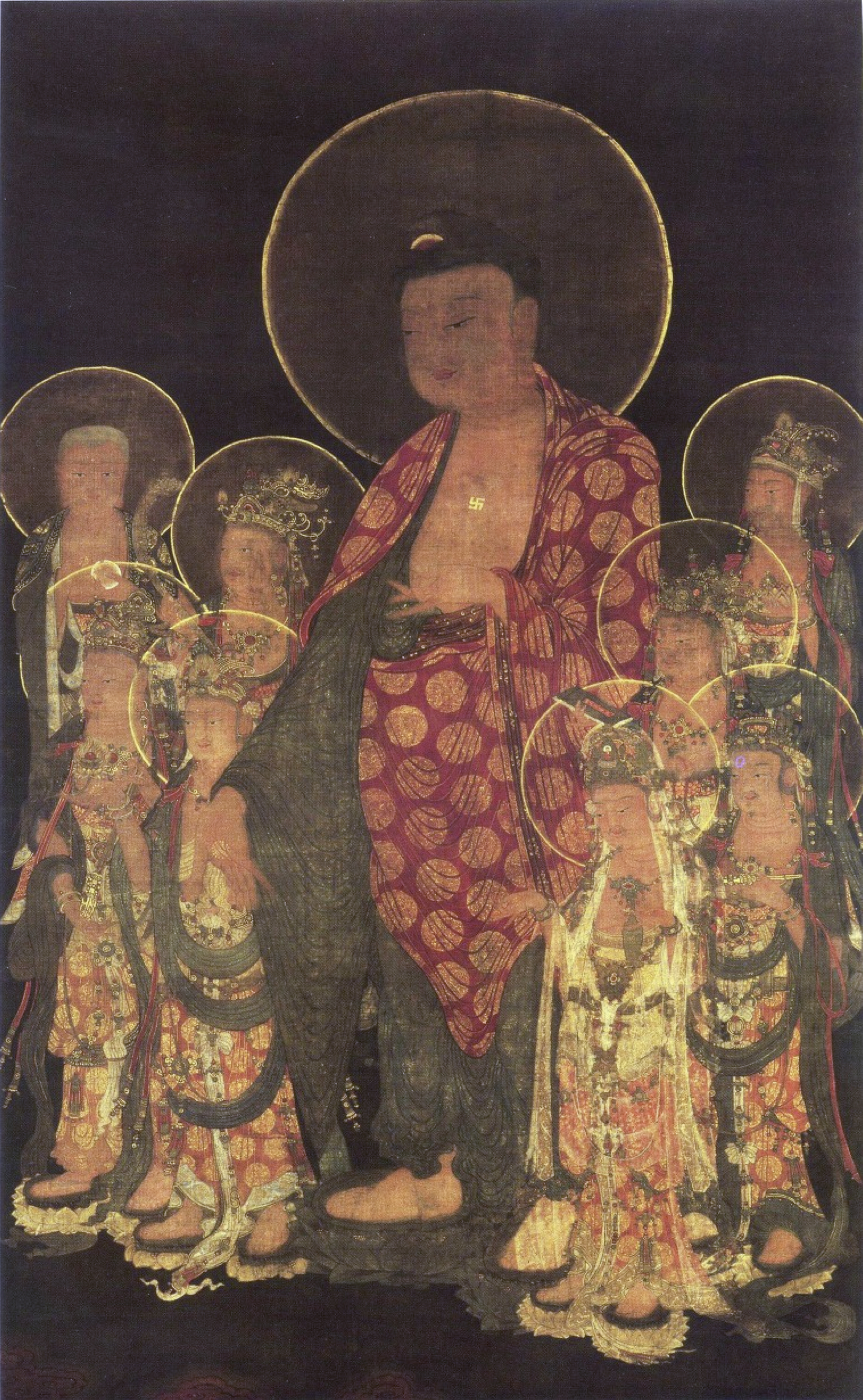
Amitabha con ocho grandes bodhisattvas (siglo XIV)
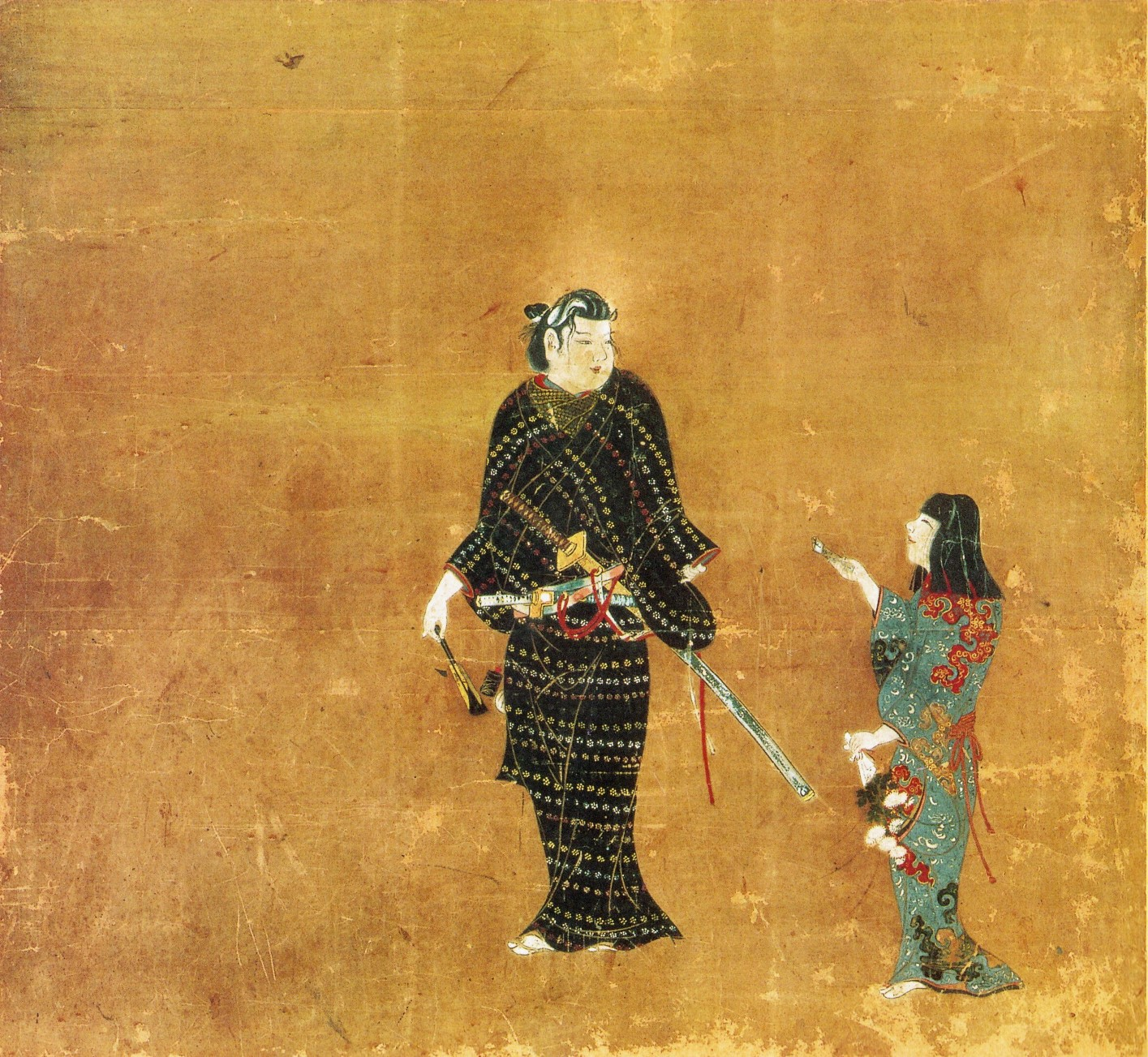
Honda Heihachiro con panel izquierdo de Senhime (siglo XVII)
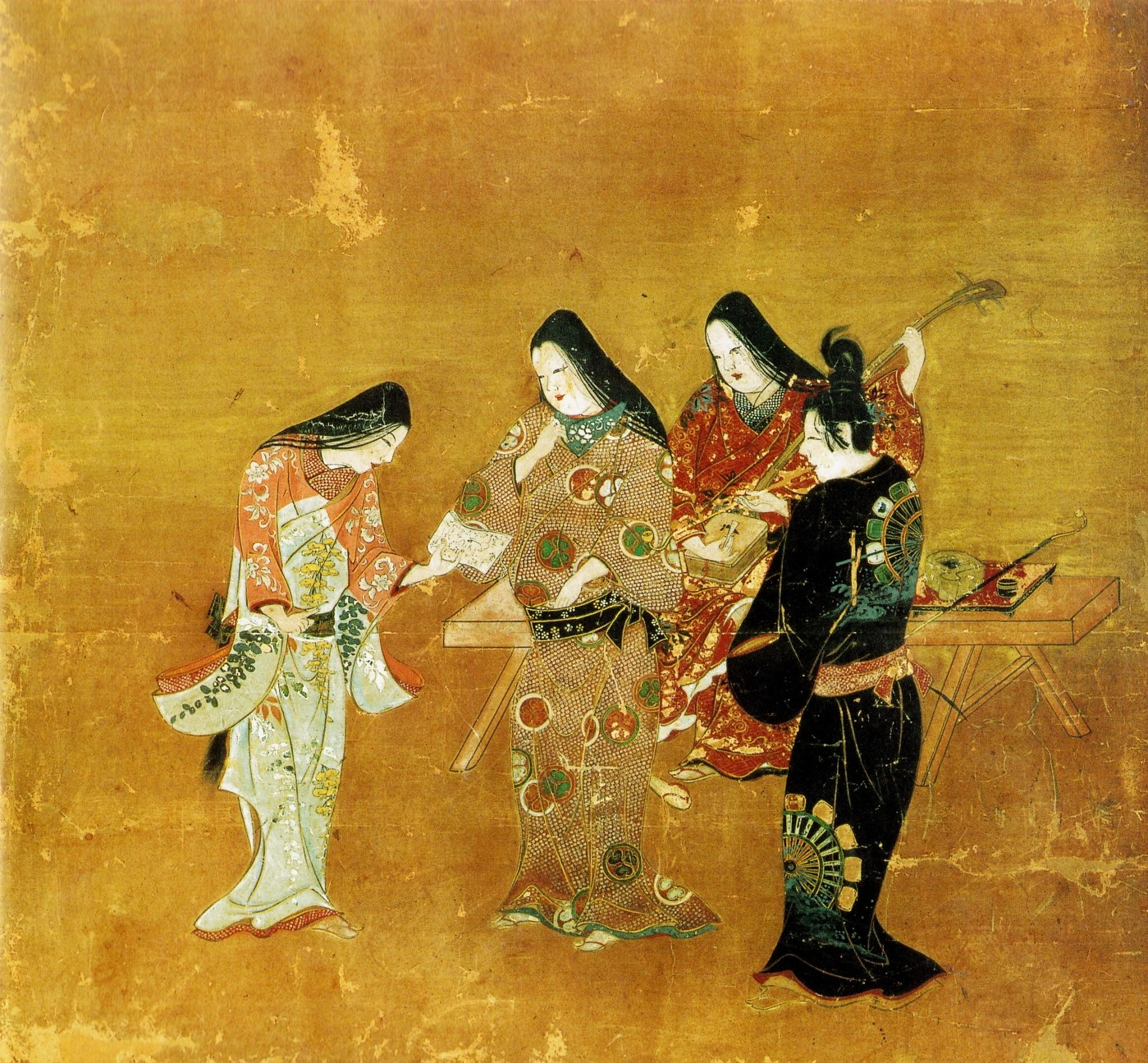
Honda Heihachiro con panel derecho de Senhime (siglo XVII)
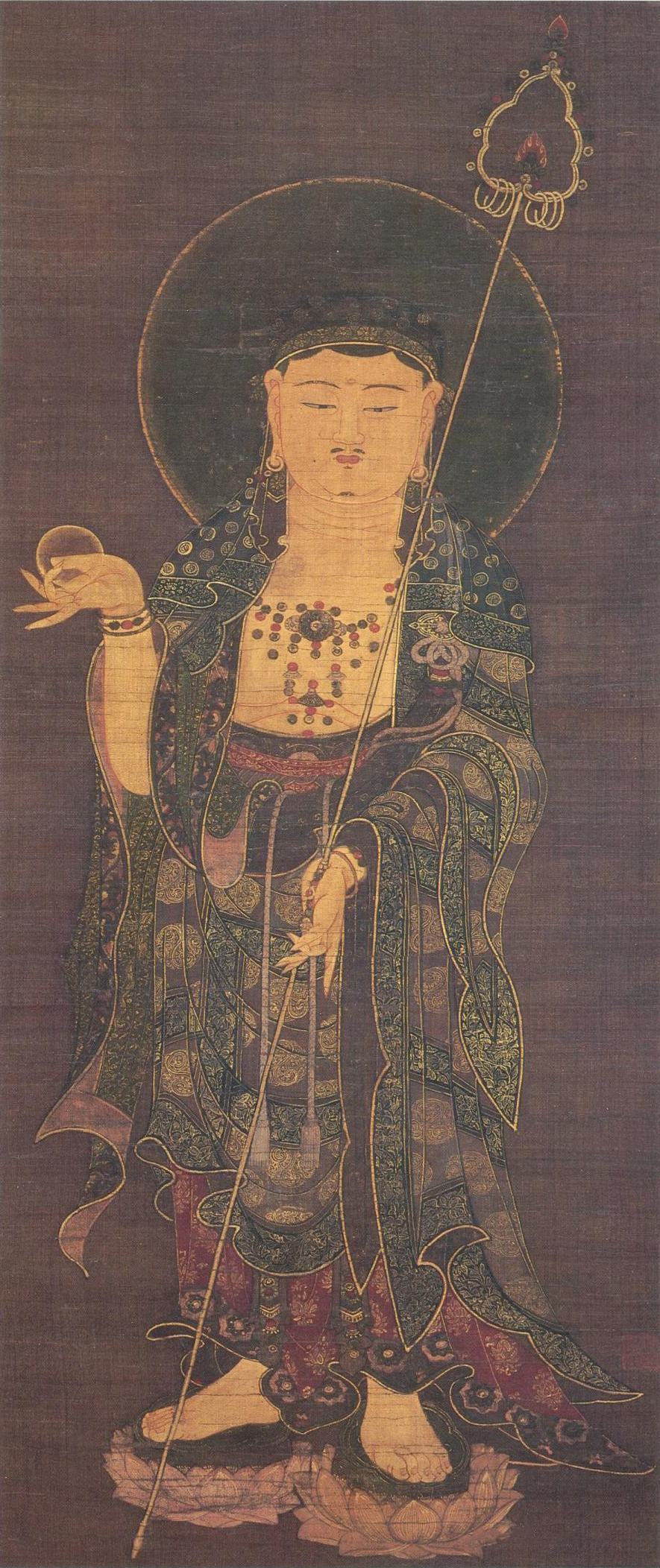
Bodhisattva (siglo XIV)
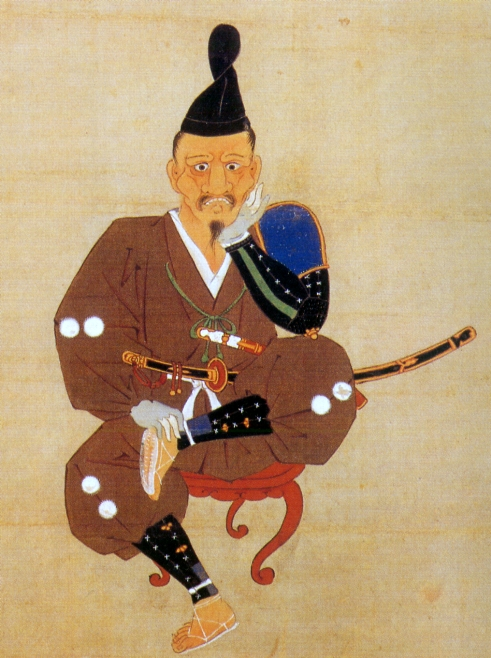
Retrato de Tokugawa Ieyasu, con motivo de la Batalla de Mikatagahara
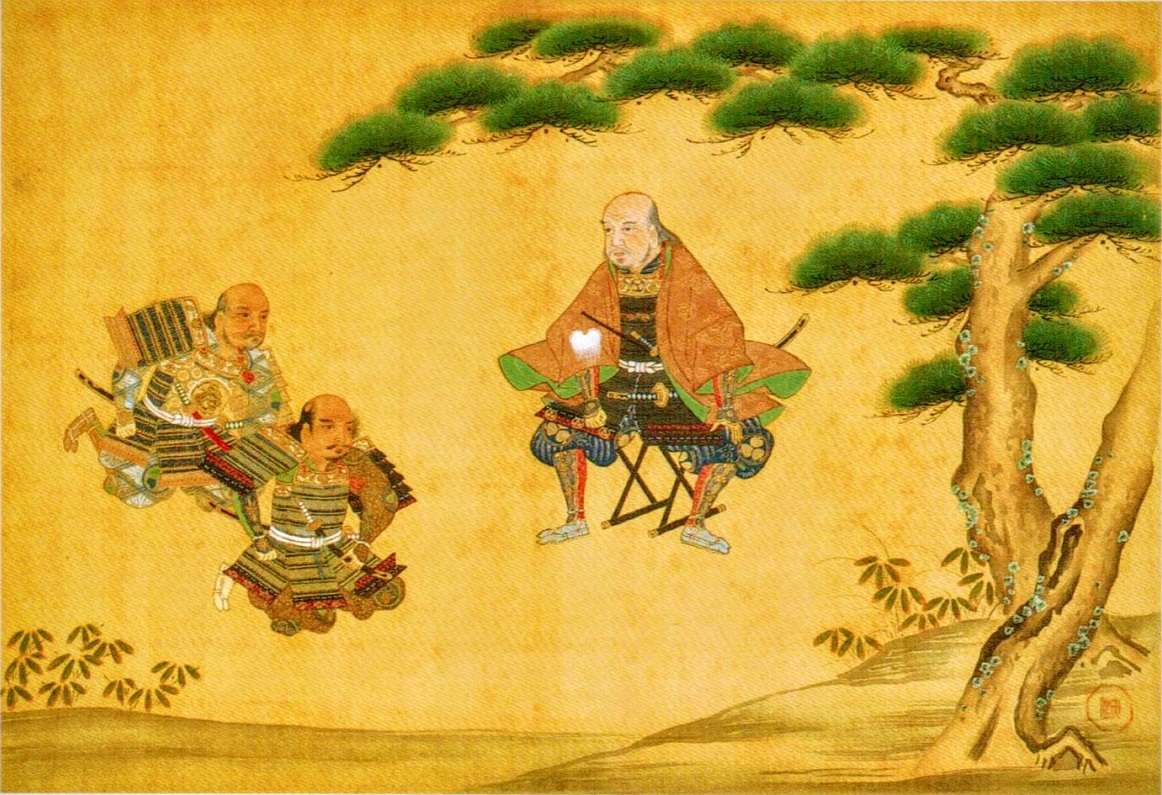
Retrato de Tokugawa Ieyasu, en la batalla de Komaki y Nagakute (siglo XVII)
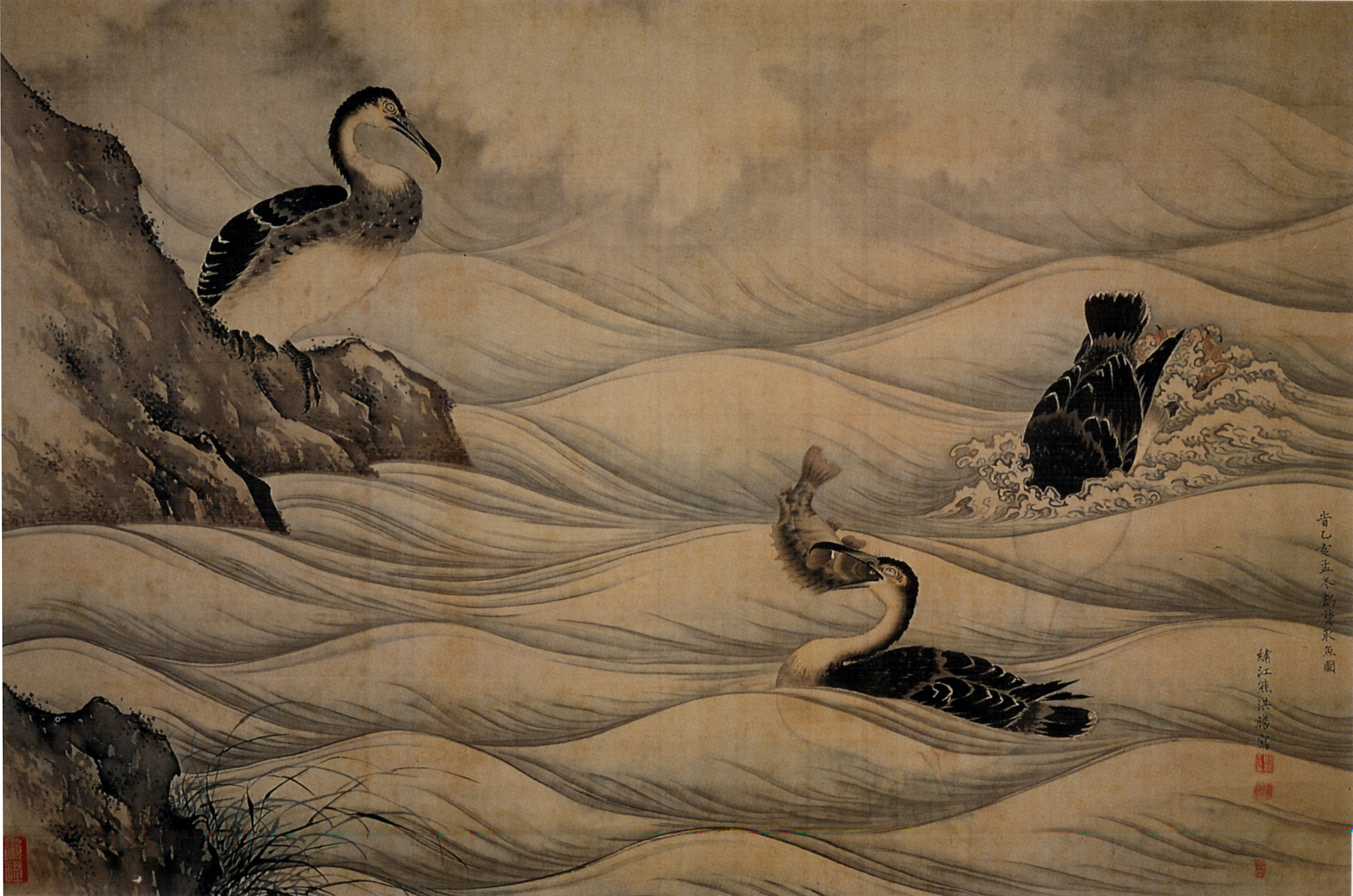
Los cormoranes de Kamashiro Yuhi capturan peces, un pergamino colgado en seda. (1755)
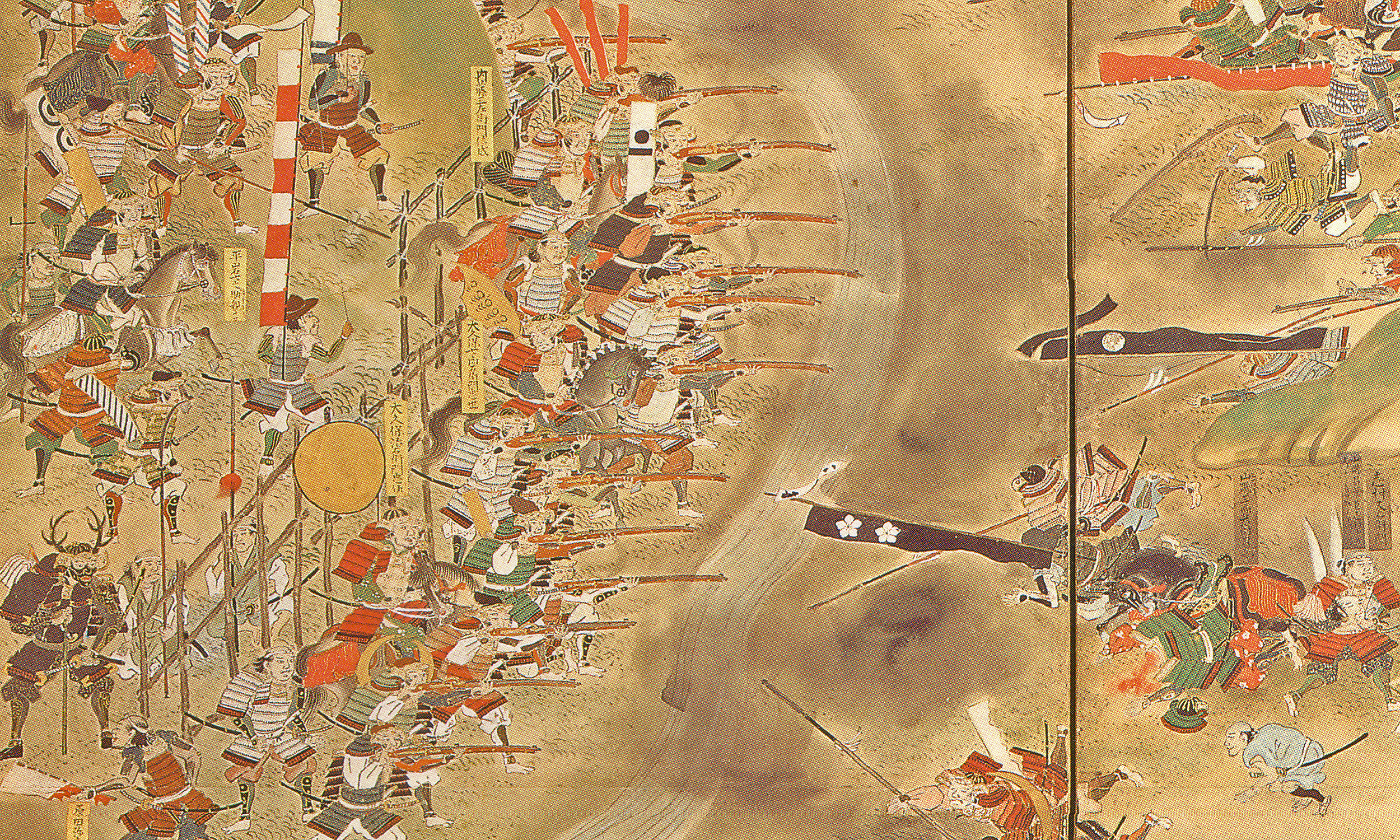
Batalla de Nagashino con fusileros. (siglo 18)

### Tesoro nacional designado ilustraciones de la voluta del cuento de Genji delsigloXII

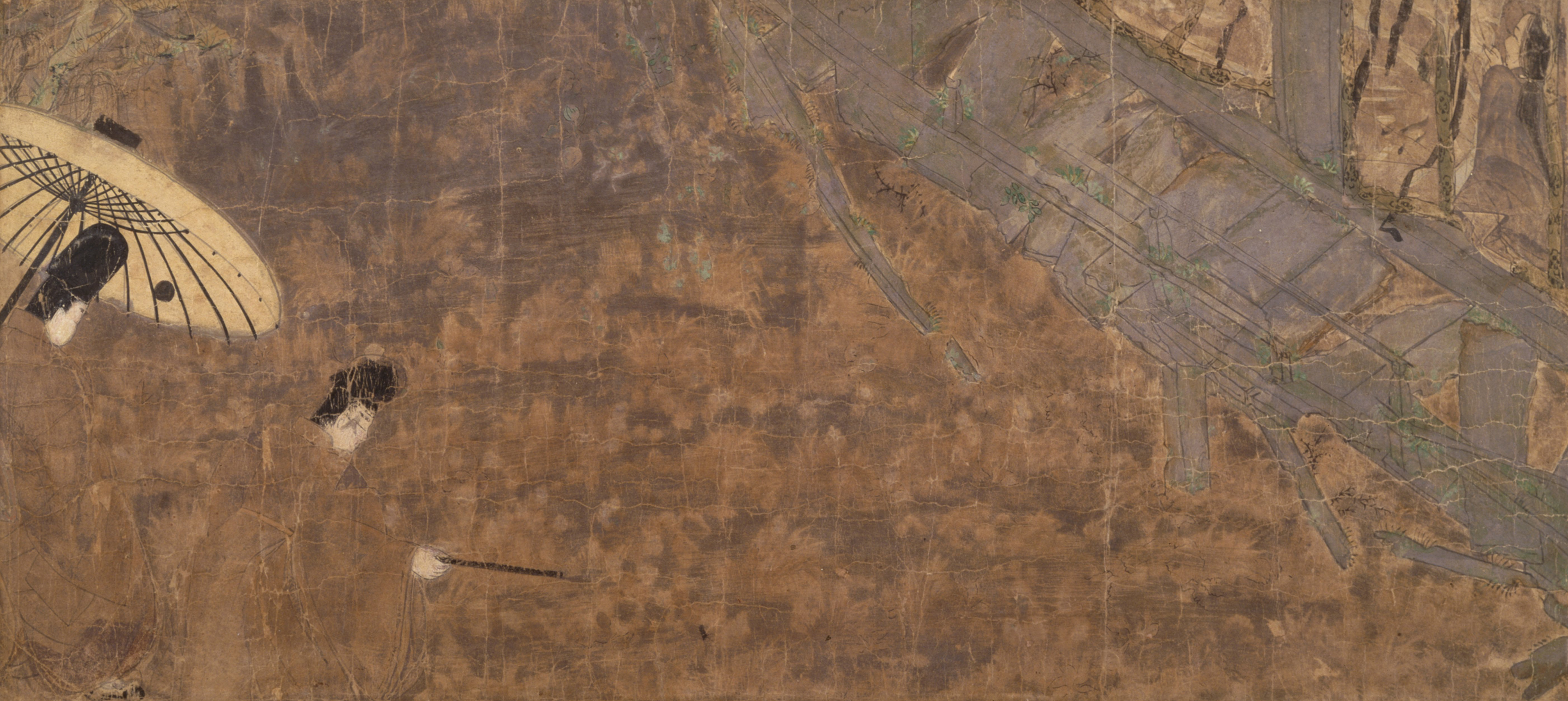
Capítulo "Yomogui" (Residuos de malezas)
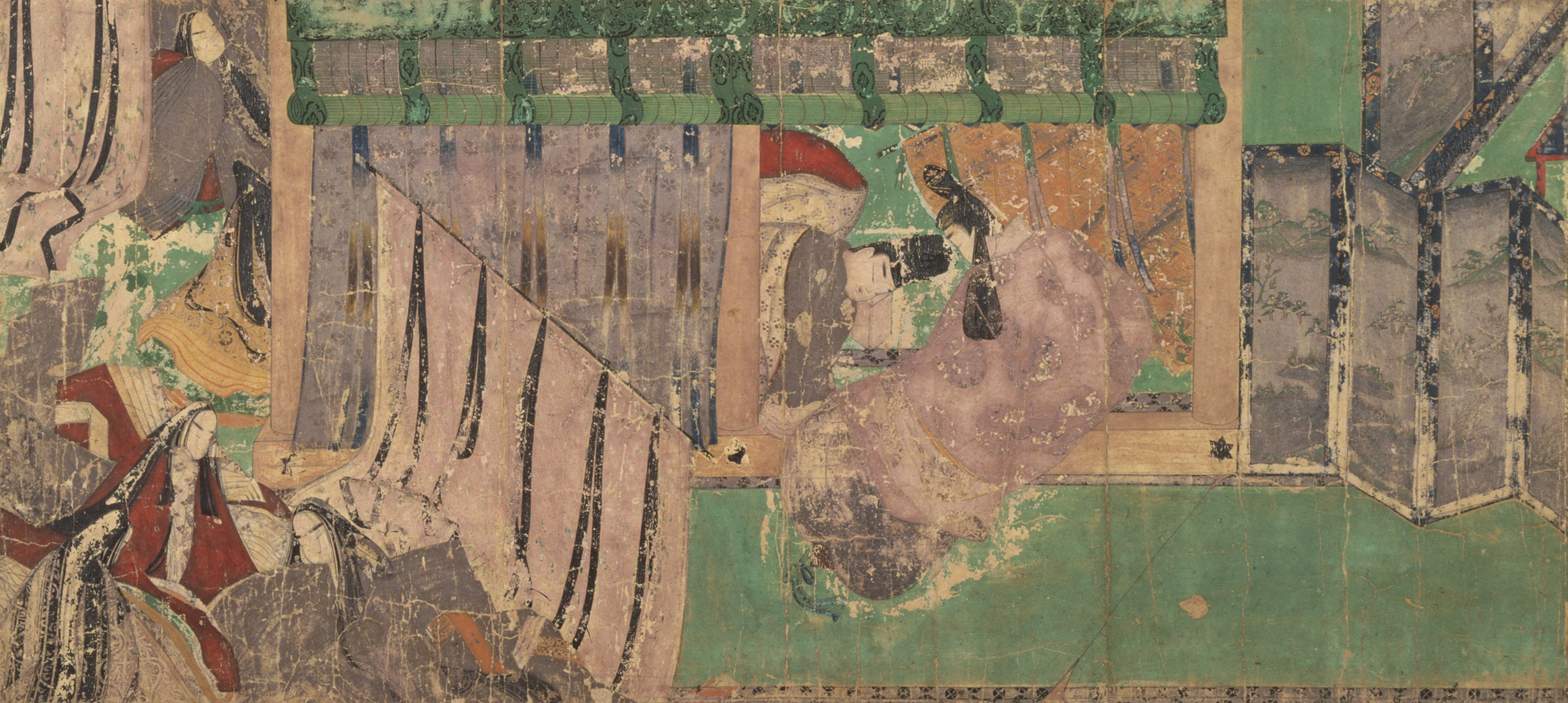
Capítulo "Kashiwagi"
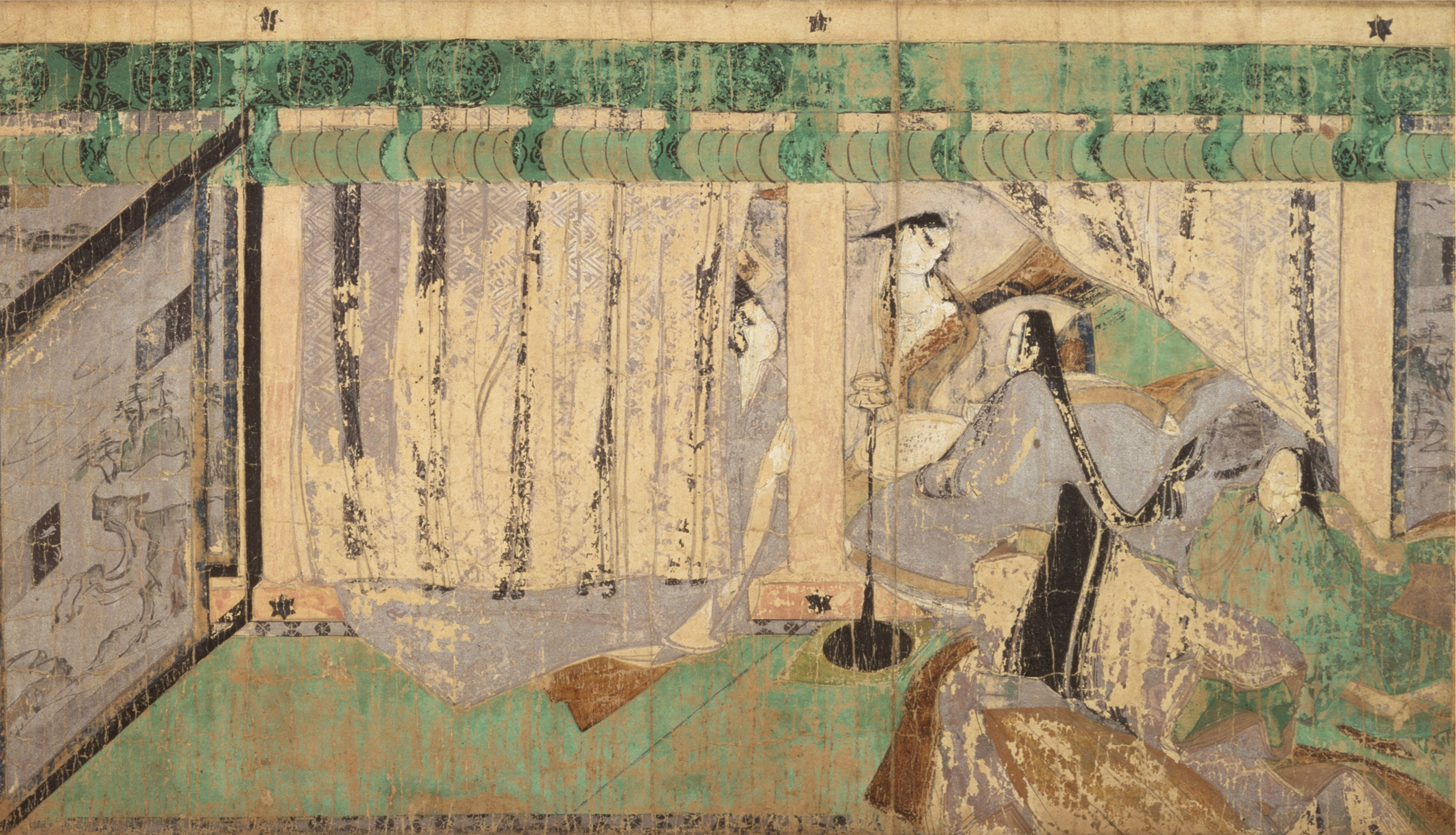
Capítulo "Yokobue" (Flauta)
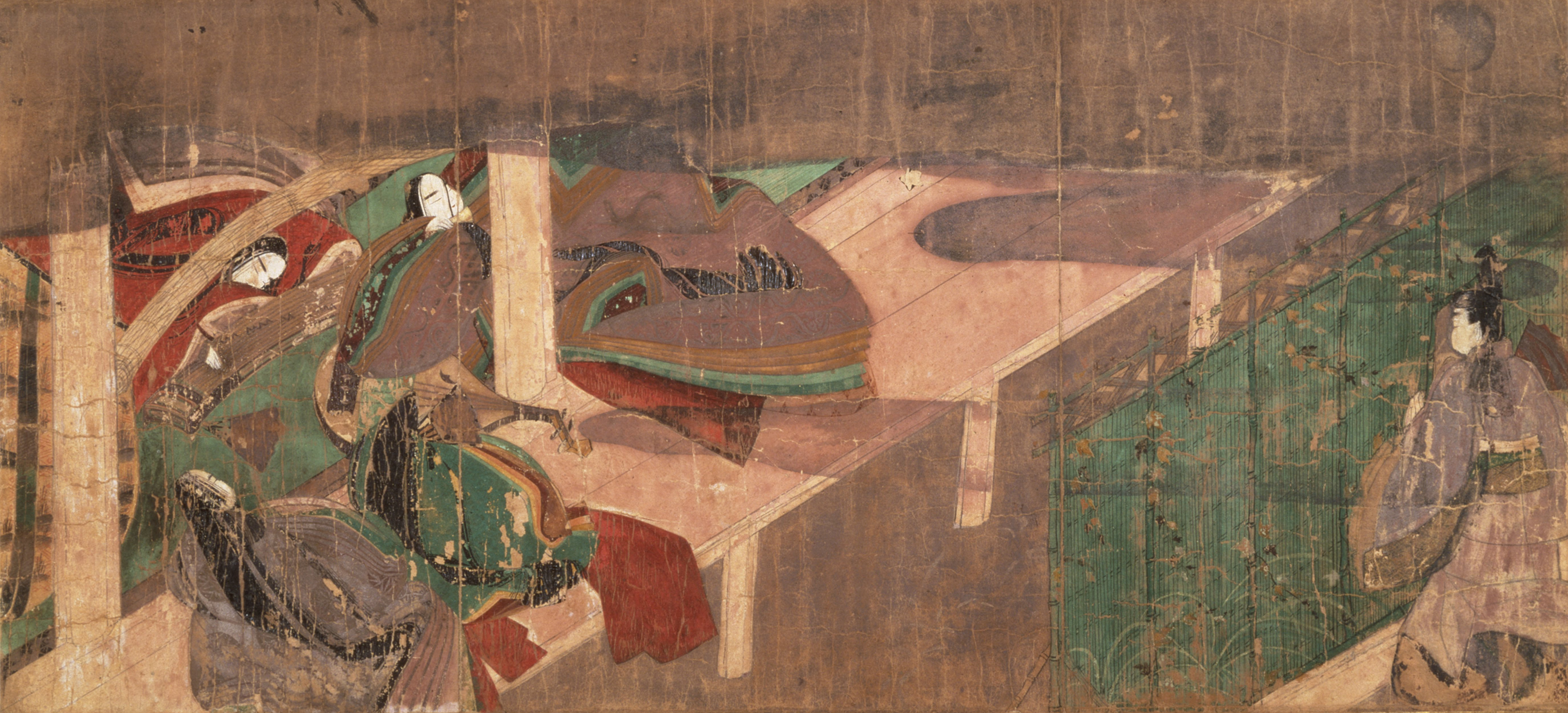
Capítulo "Hashihime" (Princesa del Puente)
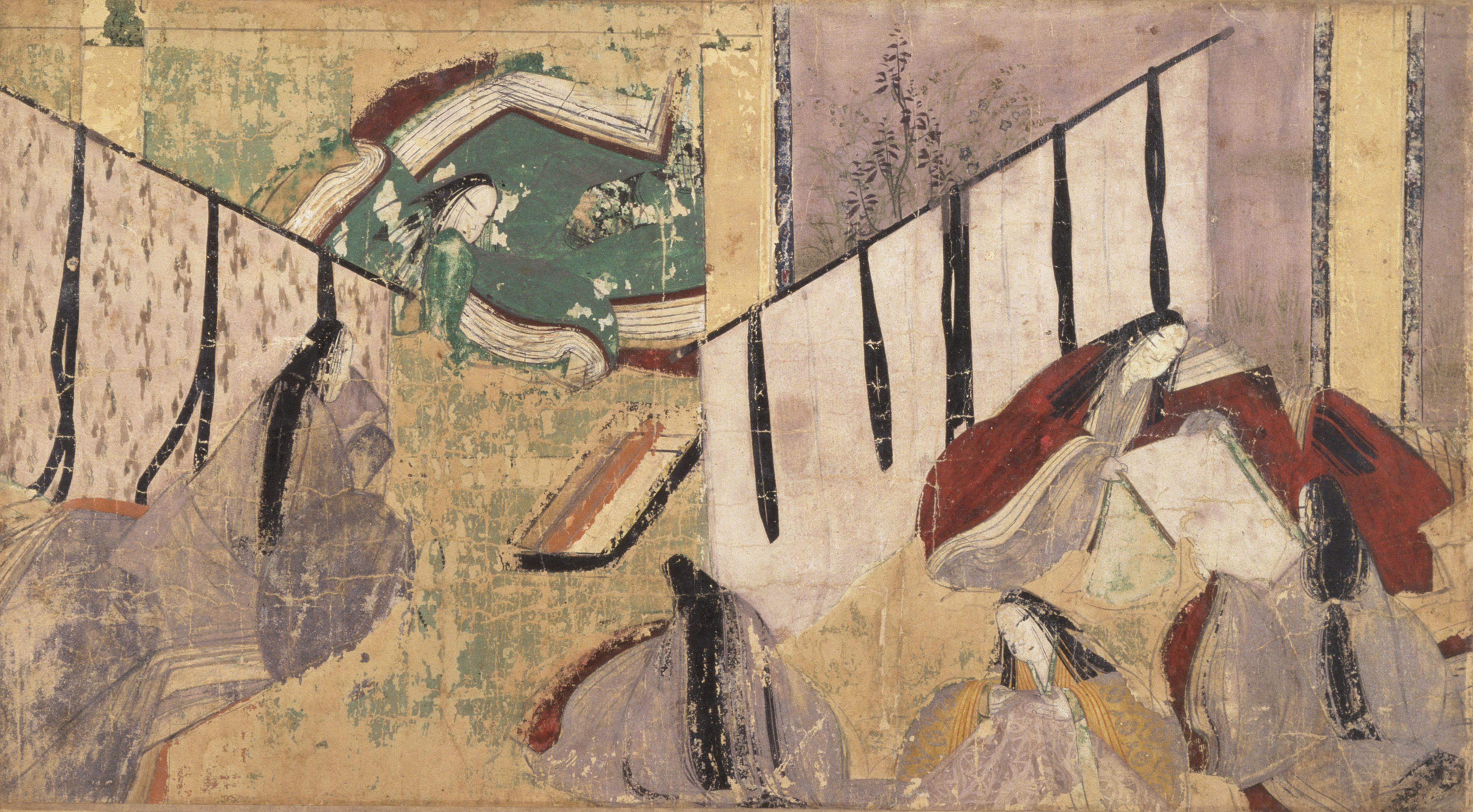
Capítulo "Sawarabi" (Brote)
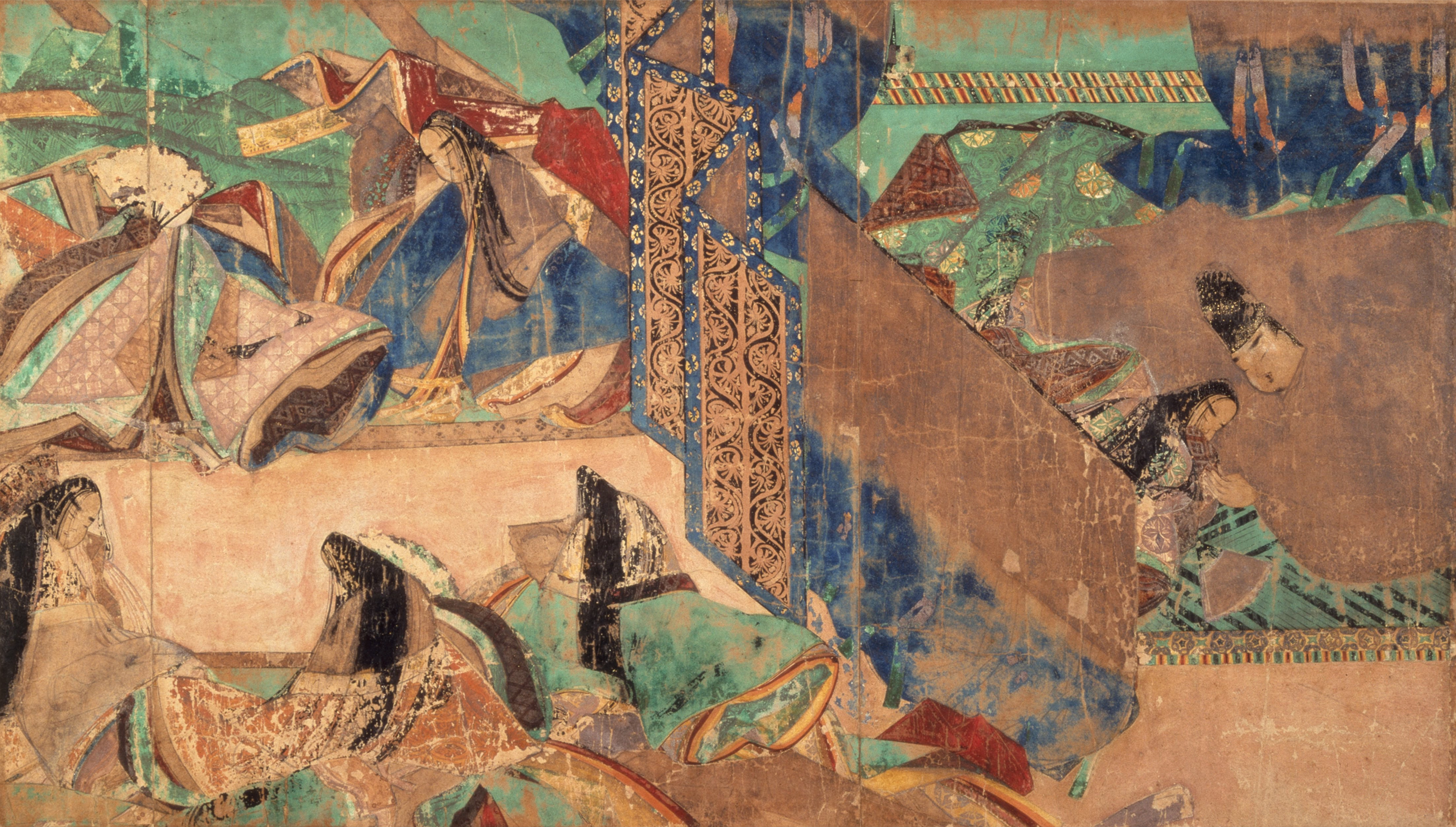
Capítulo "Yadorigi" (Muérdago)
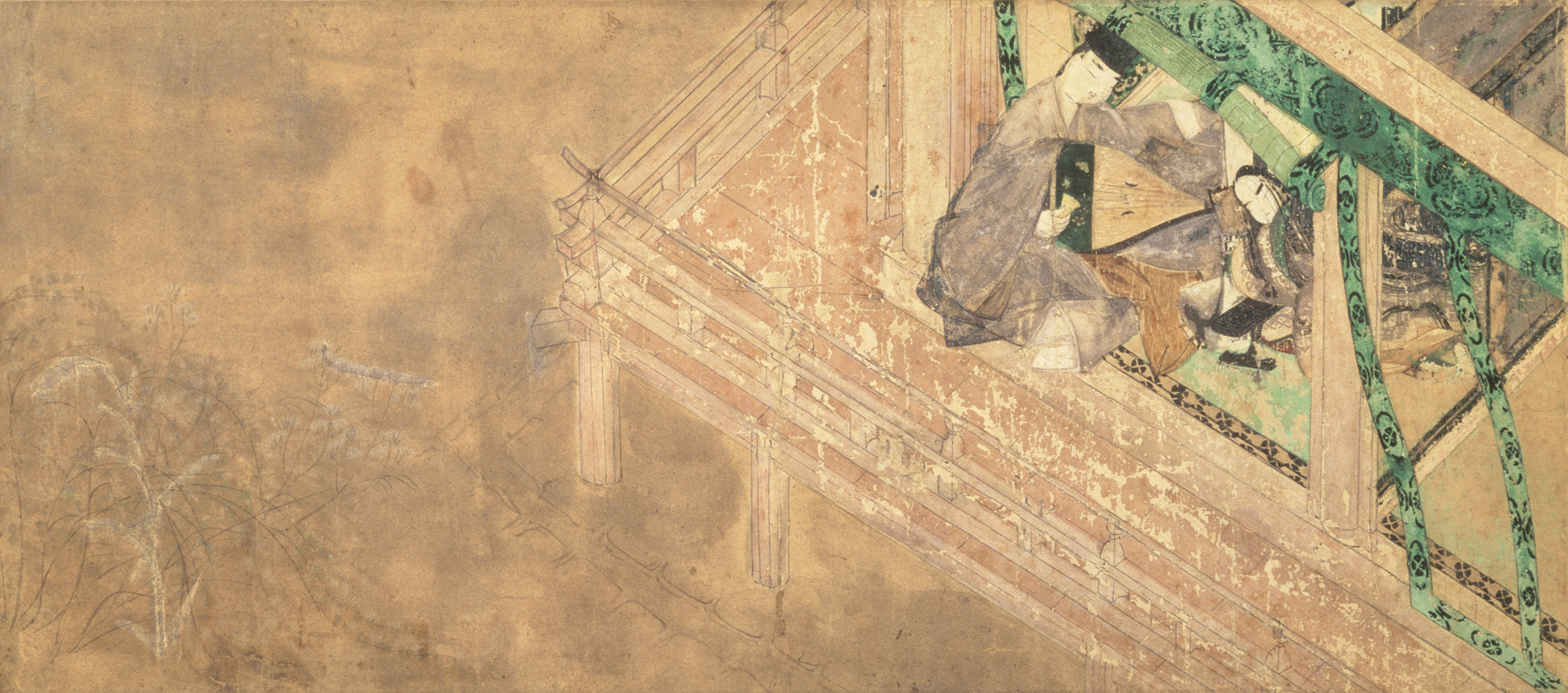
Capítulo "Yadorigi" (Muérdago)
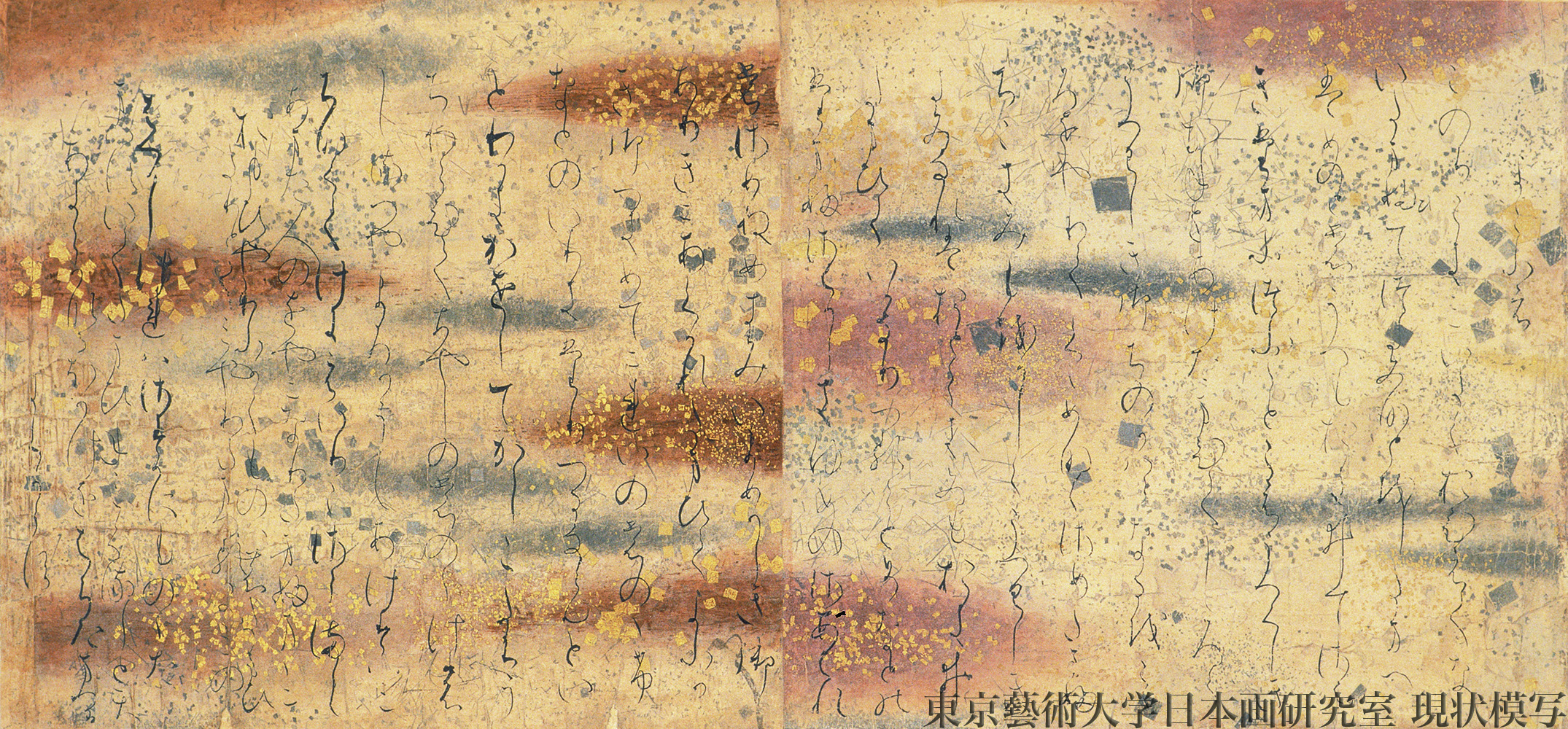
Ejemplo de caligrafía del capítulo "Yadogiri" (muérdago)